# Lijst van rivieren in Wisconsin
Dit is een lijst van rivieren in Wisconsin.
- Ahnapee River
- Amnicon River
- Apple River, zijrivier van de Mississippi River
- Apple River, zijrivier van de St. Croix River
- Ashippun River
- Bad Axe River
- Bad River
- Baraboo River
- Bark River, zijrivier van de Lake Superior
- Bark River, zijrivier van de Rock River
- Bear River
- Beaver Dam River
- Big Green River
- Big Rib River
- Big River
- Black River, zijrivier van de Mississippi River
- Black River, zijrivier van de Nemadji River
- Black River, zijrivier van de Lake Michigan
- Black River, zijrivier van de Lake Superior via upper Michigan
- Blue River
- Boise Brule River
- Branch River
- Brill River
- Brule River
- Brunet River
- Brunsweiler River
- Buffalo River
- Chief River
- Chippewa River
- Clam River
- Coney River
- Couderay River
- Cranberry River
- Crawfish River
- Crystal River
- Deerskin River
- Des Plaines River
- Devils River
- East Branch Pecatonica River
- East River
- East Twin River
- Eau Claire River, zijrivier van de Chippewa River
- Eau Claire River, zijrivier van de St. Croix River
- Eau Claire River, zijrivier van de Wisconsin River
- Eau Galle River
- Eau Pleine River
- Elk River
- Embarrass River
- Flag River
- Flambeau River
- Fond du Lac River
- Fox River of Illinois and Wisconsin
- Fox River of Wisconsin
- Galena River
- Grand River
- Grant River
- Hay River
- Iron River, zijrivier van de Bad River
- Iron River, zijrivier van de Lake Superior
- Jump River
- Kakagon River
- Kewaunee River
- Kickapoo River
- Killsnake River
- Kinnickinnic River, zijrivier van de Lake Michigan
- Kinnickinnic River, zijrivier van de St. Croix River
- Kohlsville River
- La Crosse River
- Lemonweir River
- Little Baraboo River
- Little Boise Brule River
- Little Eau Pleine River
- Little Elk River
- Little Grant River
- Little Green River
- Little La Crosse River
- Little Lemonweir River
- Little Manitowoc River
- Little Menominee River
- Little Menomonee River
- Little Platte River
- Little Pokegama River
- Little Rib River
- Little River
- Little Sioux River
- Little Somo River
- Little Sugar River
- Little Thornapple River
- Little Trappe River
- Little Turtle River
- Little Wolf River
- Little Yellow River
- Manitowish River
- Manitowoc River
- Marengo River
- Maunesha River
- Mecan River
- Meeme River
- Menominee River, zijrivier van de Lake Michigan
- Menominee River, zijrivier van de Mississippi River
- Menomonee River
- Middle River
- Milwaukee River
- Mississippi River
- Montello River
- Montreal River
- Moose River
- Mukwonago River
- Mullet River
- Namekagon River
- Nemadji River
- Neshota River
- Oconomowoc River
- Oconto River
- Onion River, zijrivier van Lake Superior
- Onion River, zijrivier van de Sheboygan River
- Ounce River
- Pecatonica River
- Pemebonwon River
- Pensaukee River
- Peshtigo River
- Pigeon River
- Pike River, zijrivier van de Lake Michigan
- Pike River, zijrivier van de Menominee River
- Pine River, zijrivier van de Wisconsin River
- Pine River, zijrivier van de Wolf River
- Platte River
- Plover River
- Pokegama River
- Poplar River
- Popple River
- Potato River
- Prairie River
- Presque Isle River
- Raspberry River
- Red Cedar River
- Red River, zijrivier van Lake Michigan
- Red River, zijrivier van de St. Louis River
- Red River, zijrivier van de Wolf River
- Rock River
- Root River, zijrivier van de Des Plaines River
- Root River, zijrivier van Lake Michigan
- Rubicon River
- Rush River
- St. Croix River
- St. Louis River
- Sand River
- Scuppernong River
- Sheboygan River
- Shioc River
- Sinsinawa River
- Sioux River
- Siskiwit River
- Somo River
- Spirit River
- Spruce River
- Straight River
- Suamico River
- Sugar River
- Sweeny Pond River
- Teal River
- Thornapple River
- Tomahawk River
- Tomorrow River
- Totagatic River
- Trade River
- Trappe River
- Trempealeau River
- Trimbelle River
- Trout River
- Turtle River
- Upper Tamarack River
- Vermillion River
- Waupaca River
- West Twin River
- White River, zijrivier van de Bad River
- White River, zijrivier van de Fox River
- Willow River, zijrivier van de St. Croix River
- Willow River, zijrivier van de Tomahawk River
- Wind River
- Wisconsin River
- Wolf River, zijrivier van de Eau Claire River (Chippewa River)
- Wolf River, zijrivier van de Fox River (Wisconsin)
- Wood River
- Yahara River
- Yellow River, zijrivier van de Chippewa River
- Yellow River, zijrivier van de Red Cedar River
- Yellow River, zijrivier van de St. Croix River
- Yellow River, zijrivier van de Wisconsin River

Alabama · Alaska · Arizona · Arkansas ·  Californië · Colorado · Connecticut · Delaware · Florida · Georgia · Hawaï · Idaho ·  Illinois · Indiana · Iowa · Kansas · Kentucky · Louisiana · Maine · Maryland · Massachusetts · Michigan · Minnesota · Mississippi · Missouri · Montana · Nebraska · Nevada · New Hampshire · New Jersey · New Mexico · New York ·  North Carolina · North Dakota · Ohio · Oklahoma · Oregon · Pennsylvania · Rhode Island · South Carolina · South Dakota · Tennessee · Texas · Utah · Vermont · Virginia · Washington (staat) · Washington D.C. · West Virginia · Wisconsin · Wyoming